# 12 livsregler
12 livsregler: ett motgift mot kaos (engelsk originaltitel: 12 Rules for Life: An Antidote to Chaos) är en självhjälpsbok från 2018, författad av den kanadensiske kliniske psykologen och psykologiprofessorn Jordan Peterson. Boken tillhandahåller livsrådgivning genom essäer om abstrakta etiska principer och personliga anekdoter. Ett utmärkande drag är att den varvar vetenskap och psykologi med religion och mytologi. Dessutom rymmer verket en hel del samhällskritik, vilken är riktad ifrån en liberalkonservativ ståndpunkt. 12 livsregler är skriven i mera tillgänglig stil än Petersons verk från 1999, Maps of Meaning: The Architecture of Belief.

## Bokens disposition
Bokens disposition, med originalspråkets kapitelrubriker inom parentes:
1. Stå rak i ryggen och skjut bak axlarna (Stand up straight with your shoulders back)
2. Behandla dig själv som en person du är ansvarig för att hjälpa (Treat yourself like someone you are responsible for helping)
3. Bli god vän med människor som vill ditt bästa (Make friends with people who want the best for you)
4. Jämför dig själv med den du var igår, inte med hur någon annan är idag (Compare yourself to who you were yesterday, not to who someone else is today)
5. Låt inte dina barn göra något som får dig att tycka illa om dem (Do not let your children do anything that makes you dislike them)
6. Sopa rent framför egen dörr innan du kritiserar andra (Set your house in perfect order before you criticize the world)
7. Ägna dig åt det som är meningsfullt, inte åt det som är egennyttigt (Pursue what is meaningful, not what is expedient)
8. Tala sanning – eller låt åtminstone bli att ljuga (Tell the truth – or, at least, don't lie)
9. Förutsätt att den du lyssnar på kanske vet något som du själv inte vet (Assume that the person you are listening to might know something you don't)
10. Uttryck dig med precision (Be precise in your speech)
11. Stör inte barn som åker skateboard (Do not bother children when they are skateboarding)
12. När du möter en katt på gatan, klappa den (Pet a cat when you encounter one on the street)

## Mottagande
Boken toppade bästsäljarlistor i Kanada, USA och Storbritannien, sålde nästan två miljoner exemplar inom loppet av ett år. Boken blev även populär i Sverige, då boken kort efter utgivningen placerade sig högt upp på de svenska nätbokshandlarnas försäljningslistor, trots att den ännu inte hade översatts till svenska. Peterson åkte på världsturné för att marknadsföra sitt verk, med en Channel 4 News-intervju som fick stor uppmärksamhet. Kritiker berömde bokens råd för män samt dess atypiska stil. Petersons syn på Gud fick blandat mottagande och hans sätt att formulera sig kritiserades av vissa recensenter.

### Kritik
Filosofen Paul Thagard beskrev boken som "svag" i en recension för Psychology Today. Pankaj Mishras recension i The New York Review of Books anklagade Peterson för att ha "medlemskap" i en "högersekt". Mishra citerar även från boken när Peterson skriver att medvetande är symboliskt maskulin och har varit det sedan tidernas begynnelse: “consciousness is symbolically masculine and has been since the beginning of time.” Hari Kunzru i The Guardian beskrev boken som "irriterande". Mark Dunbar skrev i The Humanist att Peterson "inte uttrycker sig tydligt" samt "skyller och ursäktar mer än han erbjuder lösningar".

## Utgåvor
- 2018 – Peterson, Jordan (på engelska). 12 Rules for Life: An Antidote to Chaos. Toronto, Ont.: Random House Canada. Libris 22272136. ISBN 9780345816023
  - Peterson, Jordan (2018). 12 livsregler: ett motgift mot kaos. Översättning: Helena Sjöstrand Svenn, Anna Olsson & Ulrika Junker Miranda. Stockholm: Mondial. Libris 22427307. ISBN 9789188671479